# Adam Jan Malczewski (1742–1804)
Adam Jan Malczewski herbu Abdank (ur. w 1742; zm. w 1804) – kasztelan rogoziński i poseł.

## Życiorys
Członek konfederacji Andrzeja Mokronowskiego w 1776 roku  i poseł na sejm 1776 roku z powiatu pyzdrskiego Był członkiem konfederacji Sejmu Czteroletniego.

## Powiązania rodzinne
Jego dziadem był kasztelan kaliski Adam Gruszczyński (zm. 1712) a prapradziadem podstoli koronny, kasztelan chełmiński łęczycki wreszcie poseł Andrzej Przyjemski (ur. ok. 1615; zm. 1663).